# MDAC
MDAC (англ. Microsoft Data Access Components) — совокупность технологий компании Microsoft, позволяющих получить унифицированный способ доступа к данным из различных реляционных и не реляционных источников. Термин MDAC является общим обозначением для всех разработанных компанией Microsoft технологий, связанных с базами данных.

## Компоненты MDAC
В состав MDAC входят:
- ActiveX Data Objects (ADO) — объекты ActiveX для доступа к данным через поставщиков OLE DB. ADO обеспечивает высокоуровневую модель программирования, но немного меньшую производительность по сравнению с прямым обращением к OLE DB и ODBC. Может использоваться в скриптовых языках.
- ADO Multi-Dimensional — предназначен для работы с многомерными поставщиками данных, такими как Microsoft OLAP Provider (Microsoft Analyses Services Provider).
- ADO Extensions for DDL and Security (ADOX) — расширение ADO, обеспечивающее возможность создания и изменения баз данных, таблиц, индексов и хранимых процедур, может использоваться с любыми поставщиками данных.
- OLE DB — набор COM-интерфейсов, позволяющий обращаться к данным, хранимым в различных источниках, таких как базы данных, файловые системы, службы каталогов, документы.
- Microsoft OLE DB Provider for SQL Server (SQLOLEDB) — OLE DB поставщик данных для сервера MS SQL.
- Open Database Connectivity (ODBC) — интерфейс доступа к различным СУБД, позволяет обращаться только к реляционным данным.
- Microsoft SQL Server ODBC Driver (SQLODBC) — ODBC драйвер для доступа к серверу MS SQL.
- Microsoft SQL Server Network Libraries — позволяет поставщикам OLE DB и драйверам ODBC обращаться к MS SQL серверу по протоколу TCP/IP и через именованные каналы. Протоколы Banyan Vines, AppleTalk, Servernet, IPX/SPX и Giganet считаются устаревшими и в будущем могут быть исключены из библиотеки.

Следующие компоненты могут быть удалены из будущих версий MDAC:
- Microsoft Jet — движок базы данных Microsoft Access, а также соответствующий поставщик OLE DB — Microsoft Jet OLE DB Provider и драйвер ODBC — ODBC Desktop Database Drivers.
- Microsoft OLE DB Provider for ODBC (MSDASQL) — обеспечивает доступ клиентов ADO к базам данных через драйвера ODBC.
- Microsoft OLE DB Provider for Data Shaping (MSDADS) — даёт возможность создавать иерархические связи между ключами, полями и строками. Рекомендуется заменять MSDADS на XML.
- Microsoft Oracle ODBC Driver — ODBC-драйвер для доступа к серверу Oracle.
- Remote Data Services (RDS) — частный механизм Microsoft для доступа к объектам ADO Recordset через интернет или интранет.
- SQL XML — позволяет клиентам делать запросы к серверу MS SQL через XML.

Устаревшие компоненты:
- DB-Library — программный интерфейс для доступа к серверу MS SQL.
- Embedded SQL (E-SQL) — расширение Visual C для встраивания в код команд Transact-SQL.
- Data Access Objects (DAO) — программный интерфейс для доступа к базе данных Jet (Access).